# Alpes Marítimos (departamento)
Alpes Marítimos (06; en francés: Alpes-Maritimes, en occitano: Aups Maritims, en italiano: Alpi Marittime) es un departamento francés situado en la región de Provenza-Alpes-Costa Azul. Su territorio corresponde al antiguo condado de Niza. Sus habitantes reciben el gentilicio francés de Maralpin(e)s.

## Historia
En el 14 a. C. los romanos crearon una provincia a la que denominaron Alpes Maritimæ y que tenía por capital Cemenelum (hoy Cimiez, un barrio del norte de Niza). En su momento de máxima extensión, en el año 297, esta provincia englobaba Digne y Briançon y su capital fue desplazada a Embrun.
Un primer departamento de los Alpes Marítimos existió de 1793 a 1814. Con capital en Niza, sus límites diferían de los actuales, ya que incluían el Principado de Mónaco y la ciudad italiana de Sanremo, pero no el distrito de Grasse, entonces perteneciente al departamento de Var.
El departamento actual se creó en 1860 a raíz de la incorporación del Condado de Niza a la República Francesa. El nuevo departamento se constituyó a partir de este condado. La administración francesa dividió el antiguo condado en dos distritos: el de Niza y el de Puget-Théniers (distritos que ya existían en el antiguo departamento que existió entre 1793-1814) e incorporó una parte del departamento del Var, que dio lugar al distrito de Grasse. Esto explica por qué el Var no atraviesa el departamento que lleva su nombre, ya que formaba la antigua frontera en Francia (departamento de Var) y el condado de Niza.
En 1947, con la firma del Tratado de París, las localidades italianas de Tende y La Brigue pasaron a soberanía francesa y se incorporaron al departamento de los Alpes Marítimos.

## Geografía
- Limita al norte con Piamonte (Italia), al este con Liguria (Italia), al sur con el mar Mediterráneo (120 km de costa) y el Principado de Mónaco, y al oeste con Alpes de Alta Provenza y Var.
- Cima más alta: Le Gelas (3143 m). La altura mínima es la costa mediterránea.
- Puerto de montaña más elevado: Cîme de la Bonnette (2826 m), que le une con Alpes de Alta Provenza, y es la carretera más elevada de Francia.
- Otras cumbres: Mont Clapier (3045 m), Mont Ténibre (3031 m), Corborant (3.007 m), Grand Cimon de Rabuons (2995 m), Tête de l'Ubac (2991 m), Claï Supérieur (2982 m)
- Lago más grande: Lac de Rabuons.
- Principales cursos de agua: Var, Vésubie, Tinée, Roya, Estéron, Siagne, Loup.
- Islas de Lérins: son cuatro, de las cuales Sainte-Marguerite (210 ha, alt. max. 28 m, 28 habitantes, a 1 km de la costa) y Saint-Honorat (60 ha, 57 habitantes, a 700 m de Sainte-Marguerite) están habitadas, y otras dos menores están desiertas. Se encuentran frente a Cannes.
- Tres penínsulas: Cap-Ferrat, Cap-d'Antibes y Cap-Martin.
- Otros accidentes de la costa: Bahía des Anges, golfo Juan, golfo de la Napoule.

## Demografía
| 1801    | 1831    | 1841    | 1851    | 1856    | 1861    | 1866      |           |
| ------- | ------- | ------- | ------- | ------- | ------- | --------- | --------- |
| --      | --      | --      | --      | --      | 194 578 | 198 818   |           |
| 1872    | 1876    | 1881    | 1886    | 1891    | 1896    | 1901      |           |
| 199 037 | 203 604 | 226 621 | 238 057 | 258 571 | 265 155 | 293 213   |           |
| 1906    | 1911    | 1921    | 1926    | 1931    | 1936    | 1946      |           |
| 334 007 | 356 338 | 357 759 | 435 253 | 493 376 | 513 714 | 453 714   |           |
| 1954    | 1962    | 1968    | 1975    | 1982    | 1990    | 1999      | 2010      |
| 515 484 | 618 265 | 722 070 | 816 681 | 881 198 | 971 829 | 1 011 326 | 1 078 729 |

Notas a la tabla:
- Los datos se refieren al departamento actual: el segundo departamento de los Alpes Marítimos. Entre 1793 y 1814 existió un primer departamento del mismo nombre, pero cuyos límites no coinciden con el actual, creado el 23 de junio de 1860, con el Condado de Niza y el distrito de Grasse antes perteneciente a Var.
- En 1861 el valle alto de la Roya (Tende y La Brigue)  pasan temporalmente a Francia, dentro de los Alpes Marítimos, pero ese mismo año Napoleón III decide devolverlos a Italia, para no privar a Víctor Manuel II de sus terrenos de caza.
- En 1862, Francia compra a Mónaco Menton y Roquebrune por 400 millones de francos.
- El 10 de febrero de 1947, en virtud del Tratado de París,  se produjo una modificación de límites entre Francia e Italia. El departamento de los Alpes Marítimos recibió el alto valle de la Roya (Tende y La Brigue), las aldeas de Libre, Piène-Basse y Piène-Haute (municipio de Breil-sur-Roya, la aldea de Molières (municipio de Valdeblore), y los valles altos del Vésubie y el Tinée. Un referéndum llevado a cabo en Tende y La Brigue el 16 de septiembre de 1947 resultó en un 87% de votos favorables a la anexión a Francia, con efecto del día siguiente.

Las mayores ciudades del departamento son (datos del censo de 2010):
- Niza: 343 304  habitantes, 1 000 275 en la aglomeración, que incluye, entre otros municipios, Antibes (74 120  hab),      Cannes (73 234 hab), Cagnes-sur-Mer (47 141  hab), Grasse (51 036 hab) y Le Cannet (42 320 hab).
- Menton: 28 858  habitantes, 75 064 en la parte francesa de la aglomeración Menton-Mónaco.

La aglomeración de Niza suponía más del 87% de la población del departamento (datos del censo de 1999).

## Política
En 2004, fue reelegido como presidente del Consejo General de los Alpes-Marítimos el conservador Christian Estrosi, con los votos de su partido, la UMP, y de los dos consejeros no adscritos de derecha (42 votos).
Las principales atribuciones del Consejo General son votar el presupuesto del departamento y escoger de entre sus miembros una comisión permanente, formada por un presidente y diversos vicepresidentes, que conformarán el ejecutivo del departamento. Actualmente, la composición política de esta asamblea es la siguiente:
- Unión por un Movimiento Popular (UMP): 40 consejeros generales
- Partido Socialista (PS): 5 consejeros generales
- Partido Comunista Francés (PCF): 4 consejeros generales
- No adscritos de derecha: 2 consejeros generales
- Los Verdes: 1 consejero general